# Ørnenes Dødskamp
Ørnenes Dødskamp er en fransk stumfilm fra 1922 af Dominique Bernard-Deschamps og Julien Duvivier.

## Medvirkende
- Gaby Morlay som Lise Charmoy
- Gilbert Dalleu som Goglu
- Séverin-Mars som Napoleon / de Montander
- Maxime Desjardins som Doguereau / Petit
- Fernand Mailly som Chambuque
- Madame Séverin-Mars som Marie Louise
- Renée Wilde